# Chris Carpenter
Pour les articles homonymes, voir Carpenter.
Pour l'autre lanceur du même nom, voir Chris Carpenter (lanceur, né en 1985).
Christopher John Carpenter (né le 27 avril 1975 à Exeter, New Hampshire, États-Unis) est un lanceur droitier de baseball qui évolue pendant 15 saisons de 1997 à 2012 dans les Ligues majeures avec les Blue Jays de Toronto et les Cardinals de Saint-Louis. 
Chris Carpenter remporte le trophée Cy Young comme meilleur lanceur de la Ligue nationale en 2005. Il honore trois sélections au Match des étoiles, en 2005, 2006 et 2010, et remporte les Séries mondiales de 2006 et de 2011 avec les Cardinals.

## Carrière

### Blue Jays de Toronto
Premier choix (15e au total) des Blue Jays de Toronto en 1993, le lanceur droitier de 1,98 m fait son entrée dans les majeures le 12 mai 1997 contre Minnesota. À son premier départ, il ne dure que trois manches et accorde sept points, dont cinq mérités, et huit coups sûrs, encaissant sa première défaite.  Après avoir subi la défaite à ses 5 premières décisions, il savoure sa première victoire le 19 août contre les White Sox de Chicago.
Il termine sa première saison avec une fiche de 3-7 en 14 départs. En 1998, il connaît sa première saison gagnante, avec un dossier de 12-7 en 33 sorties, dont 24 départs. 
En 2002, il est le lanceur partant des Blue Jays lors du match d'ouverture. Sa saison sera cependant écourtée en raison d'une blessure au coude. Il devra être opéré en septembre. Les Jays retirent Carpenter de leur liste de 40 joueurs réguliers et lui offrent un contrat des ligues mineures, ce que le lanceur refuse.

### Cardinals de Saint-Louis
Carpenter signe avec les Cards de Saint-Louis en décembre 2002. Blessé, il rate toute la saison 2003.

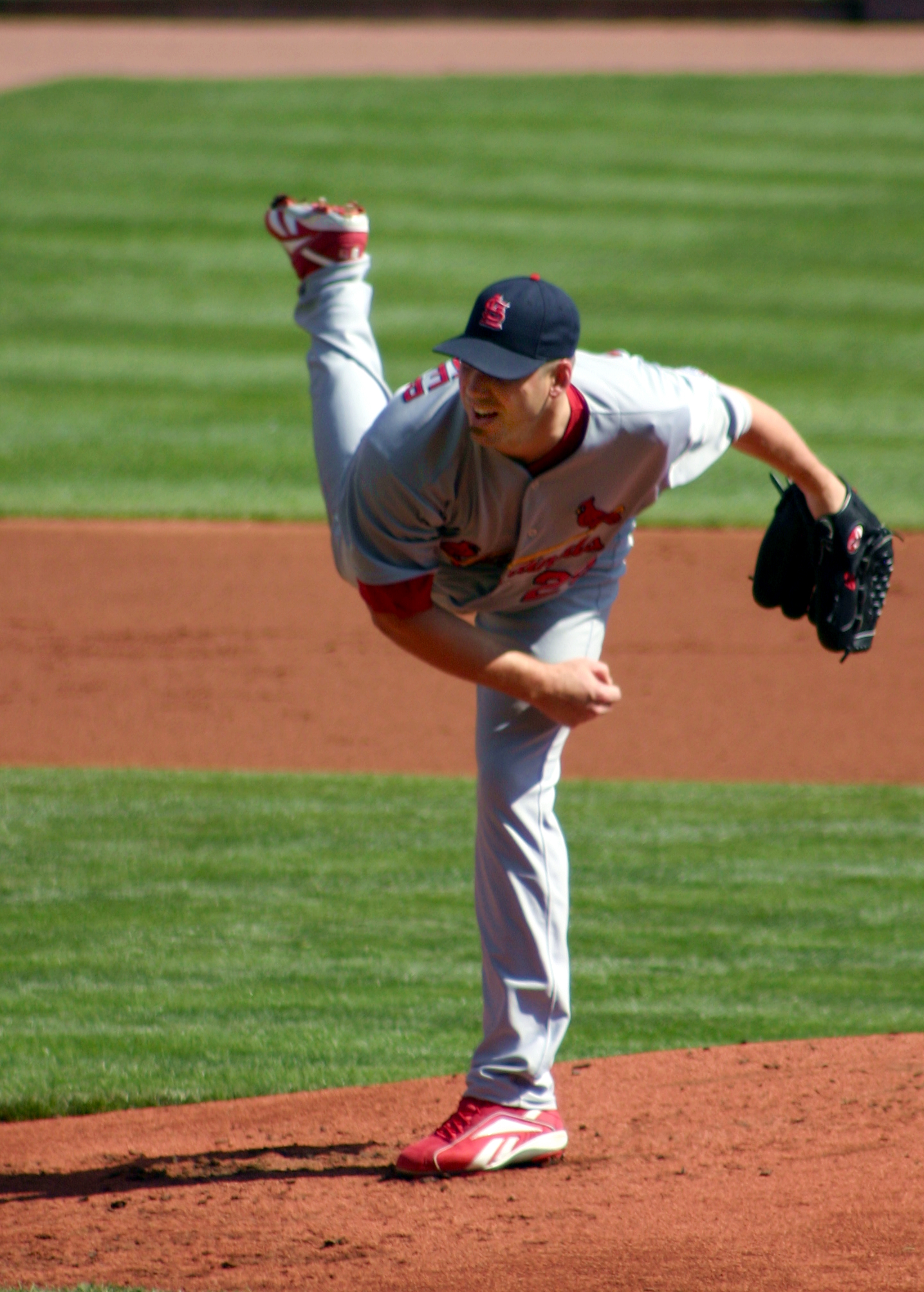
Chris Carpenter lançant en 2009 pour Saint-Louis.

#### Saison 2004
En 2004, il effectue un impressionnant retour, qui lui vaudra d'être nommé joueur de la Ligue nationale ayant effectué le plus beau retour au jeu cette saison-là. En 28 départs, il remporte 15 victoires et ne subit que 5 défaites. Il aide les Cards à remporter, avec 105 victoires, leur premier championnat de division depuis 1987. Mais, cette fois ennuyé par un problème à un nerf du biceps, il devra rester sur le banc durant toutes les séries éliminatoires et ratera la Série mondiale 2004 contre les Red Sox de Boston. Le Sporting News le nomme joueur ayant réussi le plus beau retour de l'année en 2004.

#### Saison 2005
Chris Carpenter présente ses meilleures statistiques lors de la saison 2005 avec 21 gains contre seulement 5 revers et sa meilleure moyenne de points mérités en carrière (2,83). Il reçoit sa première invitation au match des étoiles de la ligue majeure de baseball (il sera réinvité en 2006) et remporte le trophée Cy Young dans la Nationale. En éliminatoires, il blanchit les Padres de San Diego pendant six manches et mérite la victoire dans la première partie de la Série de division et ajoute une autre victoire en Série de championnat contre Houston, mais le parcours en séries des Cards s'arrête là.

#### Saison 2006
En 2006, il remporte la Série mondiale avec Saint-Louis. Il est le lanceur gagnant dans le match #3 contre les Tigers de Detroit, lançant huit manches sans accorder de point.

#### Saison 2007
Carpenter ne lance qu'une fois en 2007 (une défaite) et subit une opération de type Tommy John pour guérir une blessure au coude.

#### Saison 2008
Il effectue un retour au jeu à la fin juillet 2008. Ses quatre parties lancées, trois comme lanceur partant et une comme releveur, sont encourageantes : moyenne de points mérités de 1,76 en 15 manches et un tiers au monticule. Sa seule décision est une défaite.

#### Saison 2009
En 2009, il revient en force avec 17 victoires contre seulement 4 défaites pour les Cards. Son pourcentage de victoires par décisions est de ,810, le plus élevé de la Ligue nationale. Il affiche également la meilleure moyenne de points mérités (2,24) de la ligue. Il termine deuxième au vote désignant le gagnant du trophée Cy Young du meilleur lanceur de la Ligue nationale, perdant de justesse face à Tim Lincecum.
Le Sporting News lui décerne pour la seconde fois le prix du joueur ayant effectué le meilleur retour de l'année. La Ligue majeure de baseball, qui a commencé à remettre un prix similaire en 2005, le nomme également joueur ayant effectué le retour de l'année en Ligue nationale.

#### Saison 2010
Il est en 2010 le lanceur qui effectue le plus grand nombre de départs en Ligue majeure avec 35. Il ajoute 16 victoires à sa fiche et encaisse la décision perdante en neuf occasions. Bien que sa moyenne de points mérités ne soit pas aussi brillante qu'en 2009, elle témoigne néanmoins d'une très bonne saison : 3,22 en 235 manches lancées. Il reçoit durant l'été sa troisième invitation à la partie d'étoiles.

#### Saison 2011

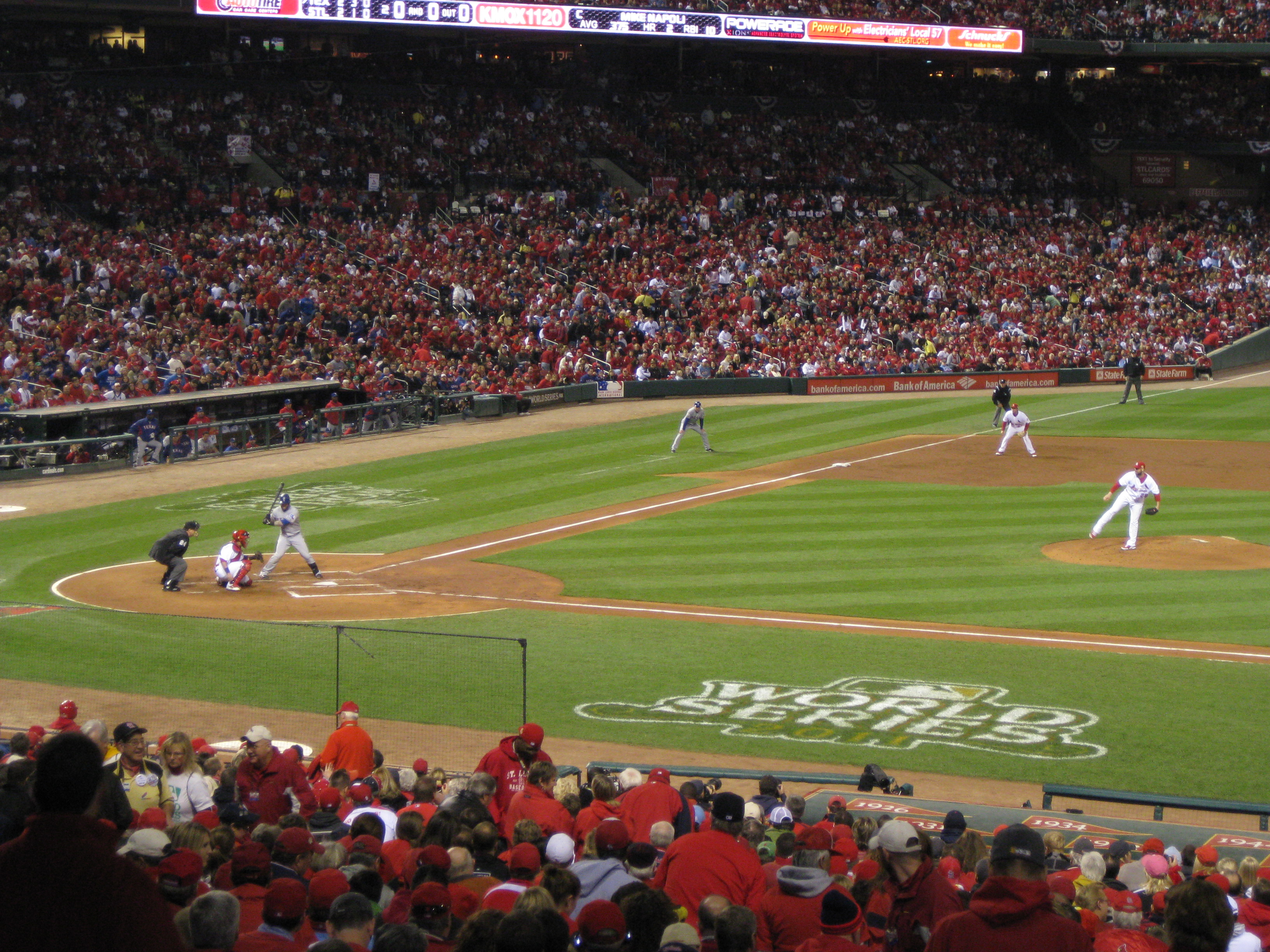
Chris Carpenter lance aux Rangers du Texas dans le 7e match de la Série mondiale 2011.

Il demeure en santé toute la saison 2011 au soulagement des Cardinals qui ont perdu pour la saison entière leur autre as lanceur, Adam Wainwright, opéré au bras. Carpenter présente une fiche victoires-défaites de 11-9 avec une moyenne de 3,45 en 237 manches et un tiers lancées. Il mène les majeures avec 34 départs et la Ligue nationale avec 237 manches et un tiers lancées. Ses 191 retraits sur des prises représentent son plus grand total en une saison depuis l'année 2005.
Les Cardinals se qualifient pour les séries éliminatoires et il se mesure deux fois aux puissants Phillies de Philadelphie au premier tour. Il n'obtient pas de décision dans le match numéro 2 de la Série de divisions entre les deux équipes, une partie remportée par Saint-Louis. Dans le cinquième et dernier affrontement, avec une série égale à deux victoires de chaque côté, il lance un match complet et un blanchissage au Citizens Bank Park de Philadelphie, n'accordant que trois coups sûrs en neuf manches aux Phillies dans un gain de 1-0 qui permet aux Cards de passer au tour éliminatoire suivant. Il remporte quatre victoires au total durant les séries éliminatoires et fait partie de l'équipe des Cards championne de la Série mondiale 2011. En grande finale, il voit deux gains portés à sa fiche en trois départs, notamment dans le septième et ultime match opposant Saint-Louis aux Rangers du Texas.

#### Saison 2012

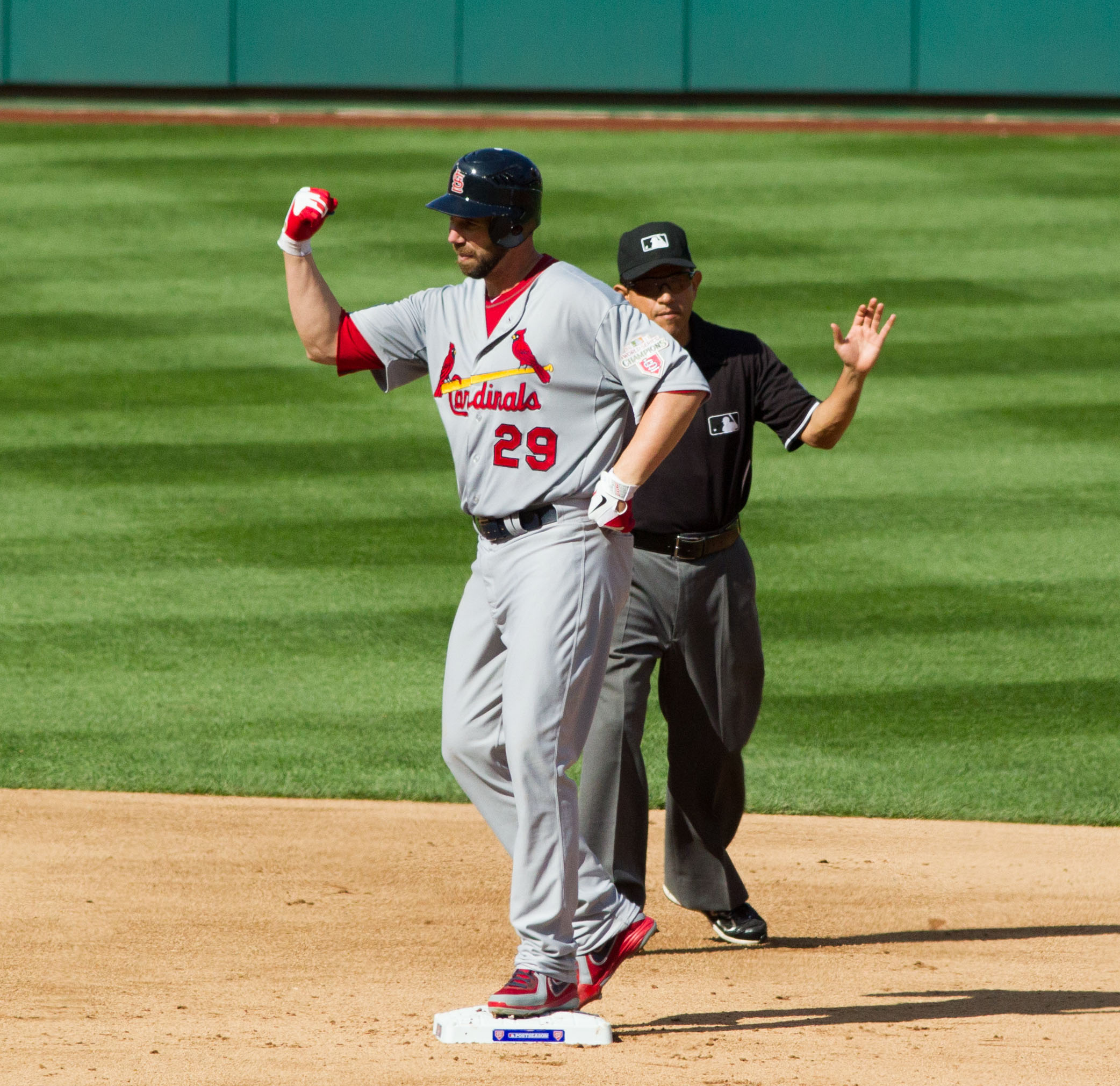
Carpenter après un coup sûr en Série de divisions 2012 contre Washington.

Ennuyé par une douleur à un disque dans la nuque et par divers maux d'épaules, Carpenter rate le début de la saison 2012 des Cardinals. Les choses se gâtent dans les mois suivants et un syndrome qui affecte les nerfs et les vaisseaux sanguins de la cage thoracique l'empêchent de lancer et mènent à une opération durant l'été. Alors que l'on croit sa saison terminée, Carpenter effectue un retour au jeu le 21 septembre et fait trois départs pour les Cards en toute fin de saison. Il maintient une moyenne de points mérités de 3,71 dans ces trois sorties mais, malgré deux et trois points mérités alloués en six manches à ses deux derniers départs, il encaisse chaque fois la défaite. 
Il ajoute trois autres départs en séries éliminatoires. Choisi comme lanceur partant des Cardinals pour la troisième partie de leur Série de division face aux Nationals de Washington, il blanchit l'adversaire en cinq manches et deux tiers pour la victoire dans un gain de 8-0 de Saint-Louis. Il frappe de plus deux coups sûrs, dont un double, dans cette partie. Dans la deuxième partie de la Série de championnat de la Ligue nationale de baseball 2012 contre les éventuels champions du monde, Carpenter alloue en quatre manches lancées cinq points, dont trois non mérités, aux Giants de San Francisco, et subit une défaite. Avec les Cards à une victoire de passer en finale, Carpenter amorce la sixième partie de la série mais accorde de nouveau cinq points, dont trois non-mérités, en quatre manches et, malgré six retraits au bâton, est encore le lanceur perdant.

#### Saison 2013
À la fin de l'hiver 2013, Carpenter effectue des essais sur le monticule du Busch Stadium de Saint-Louis mais ressent de nouveau des douleurs, qui vont en s'intensifiant et l'empêchent de lancer avec force. Il informe le club de sa situation et il apparaît douteux en février qu'il puisse lancer durant la saison 2013. Il demeure avec le club toute l'année mais ne peut jouer. Le club confirme le 20 novembre 2013 que Carpenter prend sa retraite sportive. 

## Honneurs et exploits
- Gagnant du trophée Cy Young dans la Ligue nationale en 2005.
- A participé 3 fois au match des étoiles (2005, 2006 et 2010).
- A remporté une Série mondiale (2006).
- A été nommé par The Sporting News joueur ayant effectué le plus beau retour dans la Nationale en 2004 et 2009, et remporte le prix donné par la MLB du meilleur retour de l'année en 2009.